# Kahedin

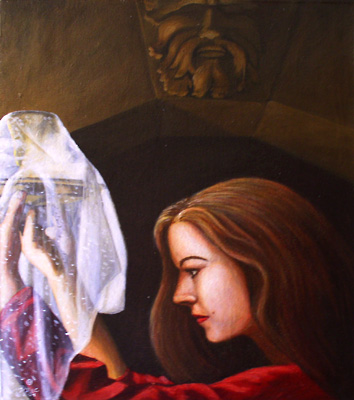
Retrato de La dama del grial en la leyenda arturiana, pintado en el 2004 por Herb Roe.

Sir Kahedin (también conocido como Kahadin, Kahedrin, Kehenis y Kehidius) es un personaje de la leyenda arturiana. Es hermano de Isolda de Bretaña e hijo del rey Hoel en dicha leyenda. La historia de su aventura amorosa con Brangaine, la asistenta de Isolda de Irlanda, se menciona significantemente en la leyenda de Tristán e Isolda.

## Leyenda
Kahedin conoce por primera vez a Brangaine en la sala de las imágenes, donde previamente había sido enviado para llevarle a Isolda de Irlanda el mensaje de la llegada de su amante, Sir Tristán. El mensaje es recibido y Tristán e Isolda pasan la noche en una cabaña. Mientras tanto, Kahedin se prepara para pasar la noche con Brangaine. Al acostarse, Kahedin sucumbe en un profundo sueño y se despierta a la siguiente mañana para darse cuenta de que ha sido objeto de algún tipo de hechizo mágico. Cortésmente ignora los hechos y pasa el día junto a ella, pero por la noche vuelve a ocurrir lo mismo; a la tercera noche, Isolda consigue convencer a su criada para que se entregue a Kahedin y termine de humillarlo. En algunas versiones, «Camille», otra de las asistentas de la reina, es elegida por Kahedin en lugar de Brangaine. Incluso reniega del caballero con el deseo de preservar su honor. Entonces, Isolda le suministra a Kahedin una píldora mágica por la cual cae en un profundo estado de sueño. Al despertar por la mañana, es objeto de recriminaciones sarcásticas por parte de Camille y las mujeres de la casa; al final, marcha con Tristán sin revelarle los incidentes que le han ocurrido durante las previas noches. En la versión prosa de Tristán, Kahedin permanece como su íntimo compañero, incluso luego de que su hermana fuese abandonada en Brittany. Al igual que otros caballeros se enamora de Isolda de Irlanda y finalmente muere suspirando por ella.